# Brinckochrysa
Brinckochrysa is een geslacht van insecten uit de familie van de gaasvliegen (Chrysopidae), die tot de orde netvleugeligen (Neuroptera) behoort.

## Soorten
- B. alfierii (Navás, 1926)
- B. amseli (Hölzel, 1967)
- B. antennalis (Navás, 1914)
- B. beninensis Hölzel & Duelli, 1994
- B. cardaleae (New, 1980)
- B. chlorosoma (Navás, 1914)
- B. guiana Dong et al., 2003
- B. kintoki (Okamoto, 1919)
- B. lauta (Esben-Petersen, 1927)
- B. manselli Hölzel & Duelli, 2003
- B. nachoi Monserrat, 1977
- B. naumanni Hölzel, 1982
- B. notabilis Hölzel & Ohm, 1991
- B. plagata (Navás, 1929)
- B. pulchella Hölzel, 1987
- B. qiongana C.-k. Yang in X.-k. Yang & C.-k. Yang, 2002
- B. rosulata X.-k. Yang & C.-k. Yang, 2002
- B. scelestes (Banks, 1911)
- B. stenoptera (Navás, 1910)
- B. tjederi Hölzel, 1987
- B. turgida (C.-k. Yang & X.-x. Wang, 1990)
- B. turkanensis (Navás, 1936)
- B. zina (Navás, 1933)